# 6590 Barolo
A 6590 Barolo (ideiglenes jelöléssel 1985 TA2) a Naprendszer kisbolygóövében található aszteroida. Edward L. G. Bowell fedezte fel 1985. október 15-én.